# Фронтоне
Фронто̀не (на италиански: Frontone) е село и община в Централна Италия, провинция Пезаро и Урбино, регион Марке. Разположено е на 412 m надморска височина. Населението на общината е 1367 души (към 2010 г.).